# Dusona ahlaensis
Dusona ahlaensis är en stekelart som beskrevs av Gupta 1977. Dusona ahlaensis ingår i släktet Dusona och familjen brokparasitsteklar. Inga underarter finns listade i Catalogue of Life.